# Mistrzostwa Świata w Piłce Nożnej 1962 (eliminacje strefy AFC)
W eliminacjach do Mistrzostw Świata w Piłce Nożnej 1962 w strefie AFC wzięły udział 2 drużyny, które rozegrały między sobą dwumecz. Zwycięzca dwumeczu zagrał w barażu ze zwycięzca grupy 10 eliminacji strefy UEFA. Przed rozpoczęciem eliminacji wycofała się reprezentacja Indonezji.

## Przebieg eliminacji
| 6 listopada 1960 | Korea Południowa · Chung Soon-cheon 39', 41' | 2:1raport | Japonia · 20' Yasuharu Sasaki | Hyochang, Seul Widzów: 11 000 Sędzia: Kim Deok-cheon |
|                  |                                              |           |                               |                                                      |

| 11 czerwca 1961 | Japonia | 0:20:1raport | Korea Południowa · 39' Chung Soon-cheon · 71' Yoo Pan-soon | Yoyoki National Stadium, Tokio Sędzia: Fredrick Pratlett |
|                 |         |              |                                                            |                                                          |

Dwumecz: 4:1 dla Korei Południowej.